# Contraste de densité
En astronomie extragalactique et en cosmologie, le contraste de densité est un paramètre utilisé dans l'étude de la formation des grandes structures  pour indiquer où il existe des surcharges locales de densité de matière. Il est noté :
{\displaystyle \Delta ={\frac {\partial \varrho }{\varrho }}}
Le contraste de densité, est défini par,, :
{\displaystyle \delta ={\frac {\rho -{\bar {\rho }}}{\bar {\rho }}}={\frac {\Delta \rho }{\bar {\rho }}}={\frac {\rho }{\bar {\rho }}}-1},
où, :
- {\displaystyle {\bar {\rho }}={\bar {\rho }}(t)} est la masse volumique moyenne de l'Univers, supposée constante,
- {\displaystyle \rho =\rho ({\vec {x}},t)} est la masse volumique locale à une position {\displaystyle x} et un instant {\displaystyle t},

avec :
- {\displaystyle \Delta \rho =\Delta \rho ({\vec {x}},t)=\rho ({\vec {x}},t)-{\bar {\rho }}(t)},

et où, :
- {\displaystyle \delta =\delta ({\vec {x}},t)} est le contraste de densité à la position {\displaystyle x} et à l'instant {\displaystyle t} considérés.

Ainsi défini, le contraste de densité est un nombre sans dimension qui exprime l'écart relatif à la moyenne.
On pense qu'après la phase fulgurante de l'inflation, bien que l'Univers fût essentiellement uniforme, la densité de quelques régions ait pu marquer une très légère sur-densité (de l'ordre d'un millième de milliardième). L'horizon des distances s'élargissant, la masse le composant et en liaison causale (c'est-à-dire liées gravitationnellement) ont augmenté jusqu'à atteindre la masse de Jeans et a commencé à s'effondrer, ce qui a permis la formation des galaxies, des amas de galaxies, des superamas et des filaments de galaxies.